# Doria Loyce Raglandová
Doria Loyce Raglandová (* 22. září 1956, Cleveland) je matka Meghan, vévodkyně ze Sussexu, tchyně prince Harryho a babička z matčiny strany prince Archieho Mountbatten-Windsora a princezny Lilibet Diany Mountbatten-Windsor. Jejím manželem byl Thomas Markle, s nímž byla vdaná v letech 1979–1987, jejími rodiči byli Alvin Azell Ragland a Jeanette Raglandová. Má tři sourozence, jimiž jsou Saundra Johnsonová, Joffrey Ragland a Joseph Johnson. Vystudovala Fairfax High School a University of Southern California School of Social Work na Univerzitě Jižní Kalifornie.